# نهائي كأس ألمانيا 1989
نهائي كأس ألمانيا 1989 هي المباراة النهائية من منافسة كأس ألمانيا 1988–89، أقيمت المباراة في 24 يونيو 1989، في الملعب الأولمبي، بين فريقي بوروسيا دورتموند، وفيردر بريمن، وفاز فيها بوروسيا دورتموند، بعد أن هزم فيردر بريمن، بنتيجة 4 - 1، وكان حكم المباراة Karl-Heinz Tritschler ‏، وحضر المباراة 76000 شخصاً.

## تفاصيل المباراة
لعبت المباراة النهائية في 24 يونيو 1989.
| بوروسيا دورتموند                                                           | 4 -1 | فيردر بريمن            |
| -------------------------------------------------------------------------- | ---- | ---------------------- |
| نوربرت ديكل 21 ' · فرانك ميل 58 ' · نوربرت ديكل 73 ' · Michael Lusch ‏ 74 ' |      | كارل-هاينتس ريدله 15 ' |